# دومينيكو فونتانا
دومينيكو فونتانا (بالإيطالية: Domenico Fontana)‏ (16 يناير 1943 إيطاليا - ) هو لاعب كرة قدم إيطالي، يلعب كلاعب وسط.

## مسيرته

### مسيرته مع الأندية
- 1963 - 1969 لعب مع نادي فيتشينزا 98 مباراة سجل خلالها 7 أهداف.
- 1969 - 1970 لعب مع إيه سي ميلان 6 مباريات.
- 1970 - 1972 لعب مع نادي فيتشينزا 54 مباراة سجل خلالها 4 أهداف.
- 1972 - 1973 لعب مع نادي نابولي 9 مباريات سجل خلالها هدف.
- 1973 - 1975 لعب مع نادي فيتشينزا 19 مباراة سجل خلالها هدف.